# Sarah Goodridge
Pour les articles homonymes, voir Sarah et Goodridge.
Sarah Goodridge, née le 5 février 1788 à Templeton au Massachusetts et morte le 28 décembre 1853, est une artiste-peintre américaine spécialisée dans les miniatures.

## Biographie
Née à Templeton, dans le Massachusetts, Sarah Goodridge est le sixième enfant et la troisième fille d'Ebenezer Goodridge et de sa femme, Beulah Childs. Elle est la sœur ainée d'Elizabeth Goodridge (en), également miniaturiste.
Elle commence à dessiner et montre une aptitude pour l'art à un âge précoce. Les possibilités d'éducation des femmes étant limitées à l'époque, elle apprend donc en grande partie de manière autodidacte. N'ayant pas les moyens de s'acheter du papier, elle réalise ses premiers croquis (des personnes de son entourage) sur de l'écorce de bouleau. Elle vit plusieurs mois à Milton avec son frère, William M. Goodrich. Elle suit également des cours de dessin à Boston où elle accompagne son frère. C'est là-bas qu'elle rencontre Gilbert Stuart, qui s’intéresse à son travail.
En 1820, elle déménage avec sa sœur Eliza à Boston, pour y suivre des leçons de dessins, et se met à peindre des miniatures d'une qualité exceptionnelle. Elle finit par gagner assez d'argent par la vente de ses portraits pour subvenir aux besoins de sa famille pendant plusieurs décennies. Elle se spécialise dans les miniatures peintes sur ivoire, grâce aux leçons d'un miniaturiste de Hartford, qu’on identifie généralement à Elkanah Tisdale.
Ses tableaux sont exposés à Boston et à Washington D.C.. Elle doit mettre un terme à sa carrière, ayant perdu la vue, et se retire en 1851 à Reading (Massachusetts).
Goodridge est célèbre pour ses portraits du politicien Daniel Webster et de son collègue artiste Gilbert Stuart. Parmi ses œuvres se trouve un portrait miniature de ses propres seins dénudés, intitulé Beauté révélée, exposé au Metropolitan Museum of Art de New York.

## Galerie

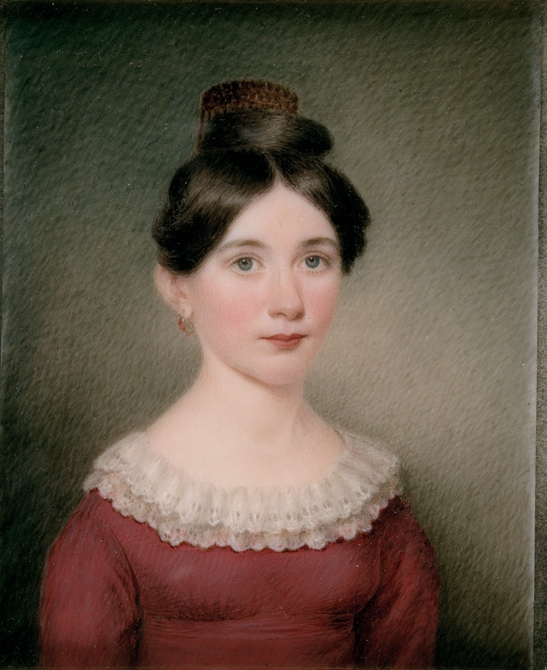
Anna Powell Mason Perkins
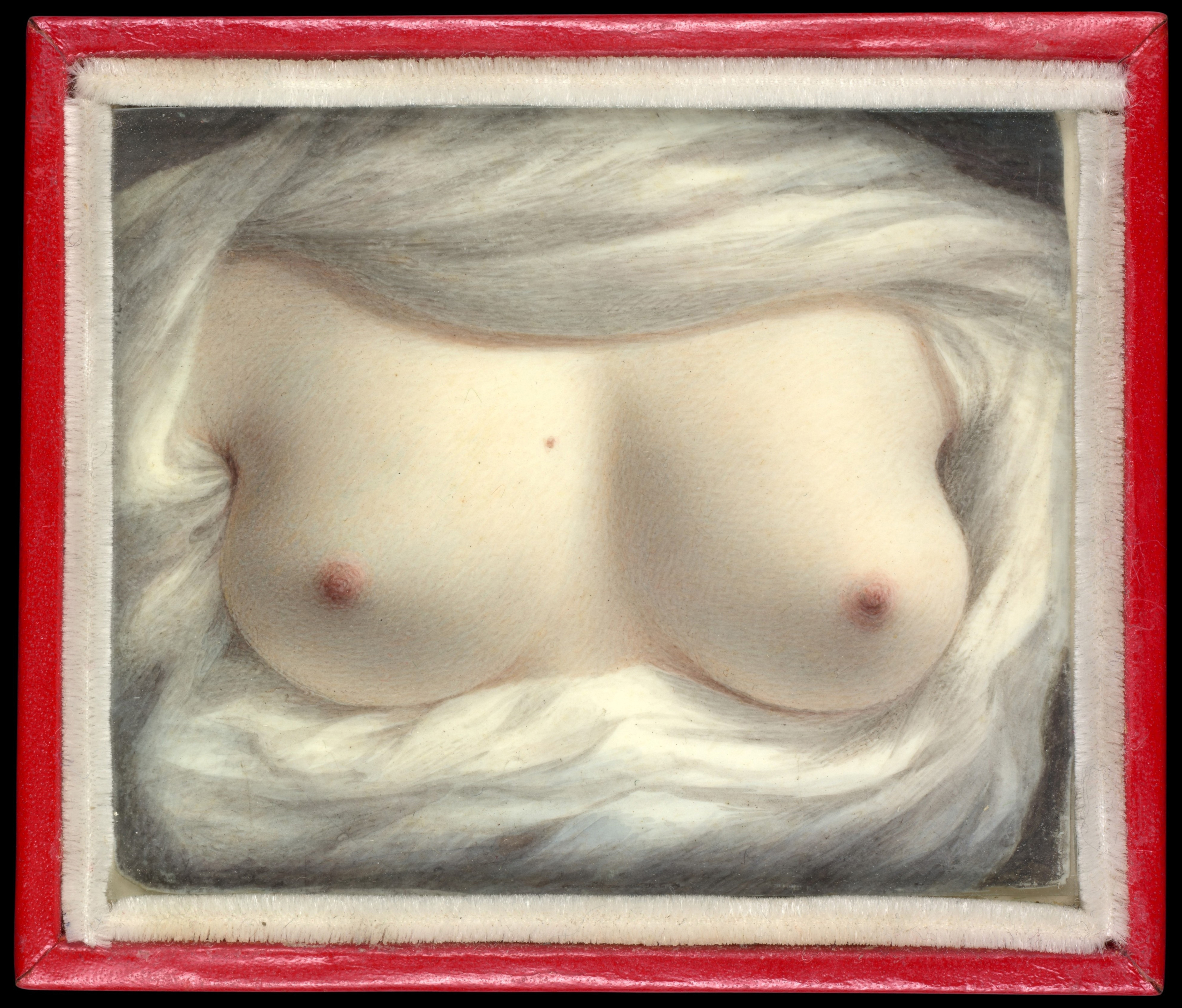
Beauté révélée
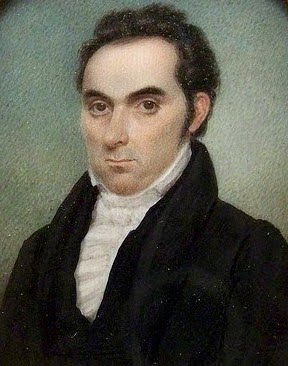
Daniel Webster
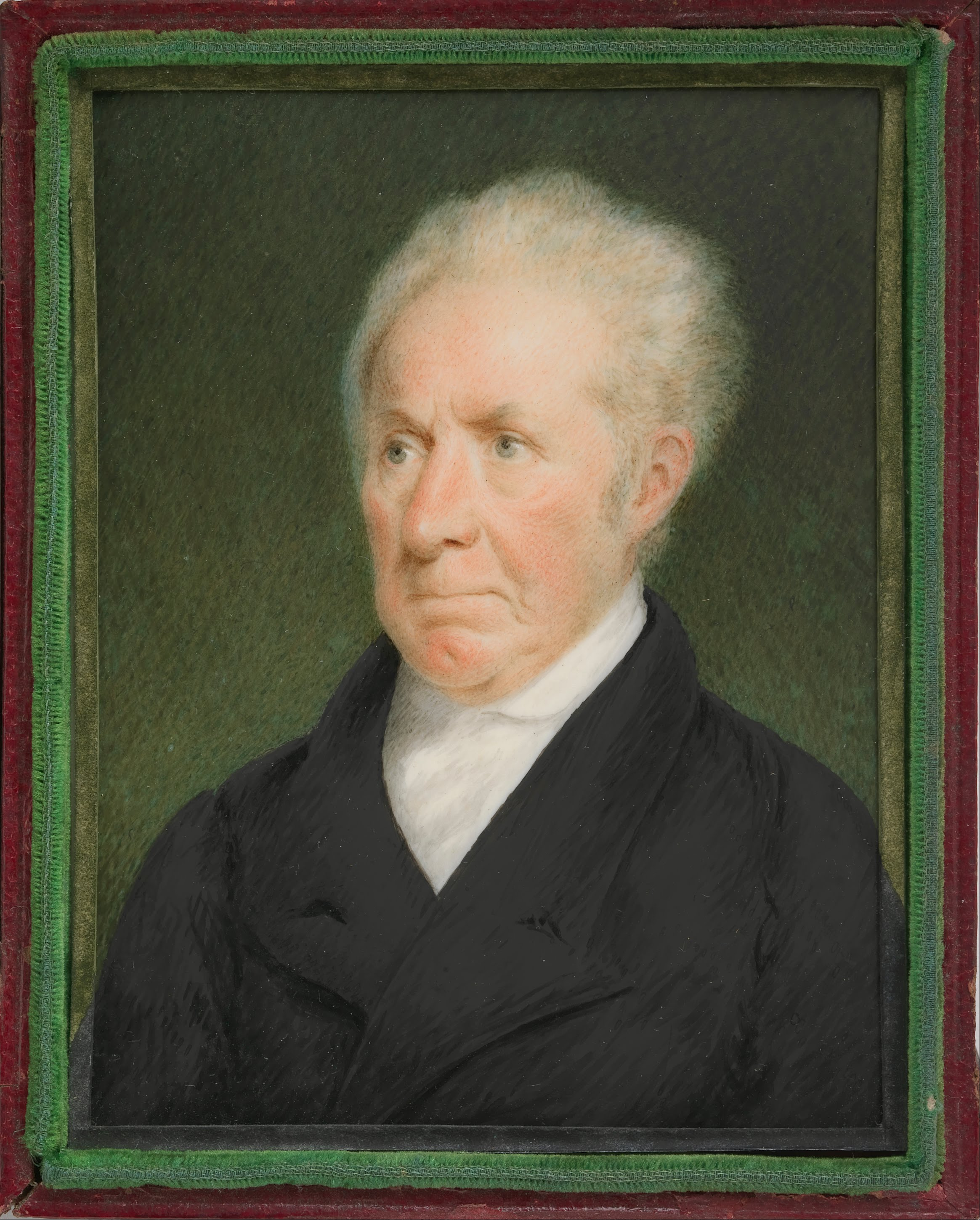
Gilbert Stuart